# Izquierda Republicana (contemporánea)
Izquierda Republicana (IR) es un partido político español, considerado heredero del histórico partido fundado por Manuel Azaña en 1934.

## Ideología
Izquierda Republicana se define como un partido republicano, federal, iberista, radical, laico, pacifista y ecologista. Se declara contrario a la presencia de España en ningún bloque militar (como la OTAN), partidaria de la más amplia libertad, defensora de los derechos de la persona así como de las otras formas de vida nacida y de los espacios naturales del planeta, y defiende que los dos únicos derechos hereditarios de la persona son su filiación y la parte que pueda corresponderle del patrimonio familiar conforme al derecho sucesorio.
Su lema es el de la Revolución francesa (Libertad, Igualdad, Fraternidad), mientras que la bandera y el himno que defiende son símbolos republicanos históricos en España: la bandera republicana, popularmente conocida como La Tricolor, de colores rojo, amarillo y morado, y el himno oficial durante la Segunda República, el Himno de Riego.
Durante la Segunda República, el partido puso en marcha la histórica revista Política, y ésta continúa editándose en la actualidad. Asimismo, aunque no son fondos propiedad de Izquierda Republicana, es posible consultar en Internet algunos documentos históricos del partido y sus proyectos afines, como el Archivo de Carlos Esplá, presidente de IR durante el exilio.

## Historia

### Transición española
Tras la muerte de Franco y la aprobación de la Ley para la Reforma Política, Izquierda Republicana no fue inscrita en el Registro de Partidos Políticos hasta el 10 de noviembre de 1977, por lo que no se presentó a las primeras elecciones democráticas en más de cuarenta años. Se incorporó a las Plataformas del Referéndum OTAN de 1983 a 1986. En abril de ese mismo año participó en la creación de Izquierda Unida (IU), de la que se desligó en 2002 ante las dificultades de desarrollar un proyecto político propio.

### Trabajo fuera de Izquierda Unida
En 2002, la dirección de Izquierda Republicana decidió abandonar IU, si bien sus militantes hasta la fecha podían mantener su afiliación de forma independiente. Así, en las elecciones generales de 2004, IR participó con sus propias listas en las elecciones al Congreso de los Diputados, salvo en la Comunidad Valenciana, donde formó parte de la candidatura Esquerra Unida - L'Entesa junto a Izquierda Unida. En las elecciones al Senado presentó candidaturas junto al Partido de Acción Socialista (PASOC), con la denominación Coalición Republicano-Socialista. Sus resultados fueron testimoniales, obteniendo sus candidaturas al Congreso 16 993 votos (0,07 %). En las elecciones al Parlamento Europeo de dicho año participó en la candidatura de Izquierda Unida-Iniciativa per Catalunya Verds.
En 2004 se celebró el 70.º aniversario de la creación de la original Izquierda Republicana durante la República. Ese mismo año en León, durante el XVII Congreso Federal se aprobaron unos nuevos estatutos para redefinirse como partido y las directrices a seguir los próximos años.

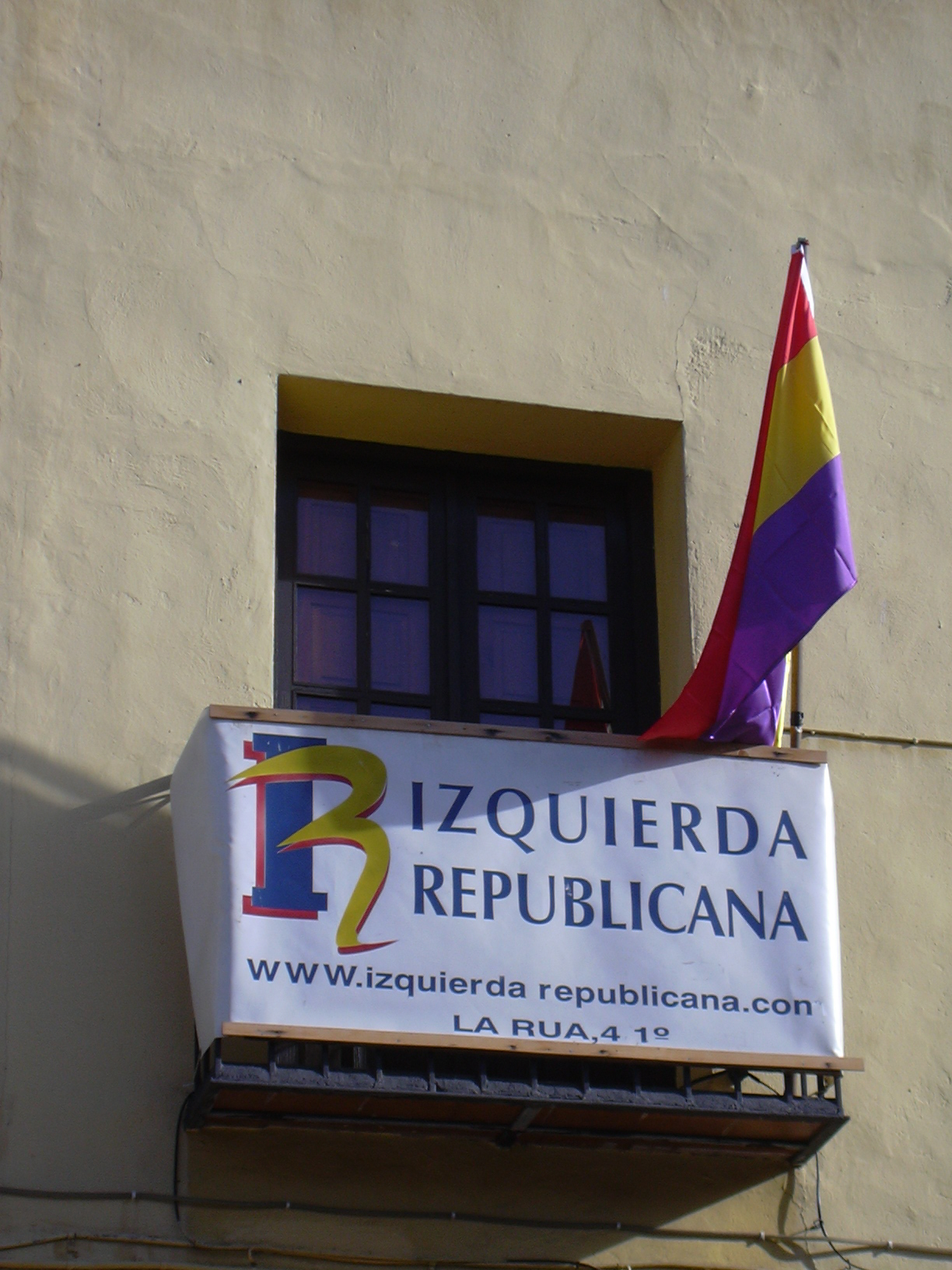
Sede del partido en la ciudad de León.

En el XVIII Congreso Federal celebrado entre los días 27 y 28 de octubre de 2007 fue elegida una nueva Comisión Ejecutiva Federal, con Jorge Leboreiro Amaro como secretario general y Pablo Rodríguez Cortés como presidente. En las elecciones generales de 2008, debido a discrepancias internas, Izquierda Republicana solo se presentó en Asturias, Cataluña y Comunidad Valenciana, en esta última junto Esquerra Unida del País Valencià. Sin contar los resultados valencianos obtuvo 2899 votos.
El 12 de noviembre de 2008, Jorge Leboreiro Amaro, secretario general de IR y profesor de Filosofía en un instituto de enseñanza secundaria en Madrid, falleció a causa de un infarto de miocardio.  Tenía 49 años y su muerte ocurrió pocas horas después de hacer público un comunicado. Ante esta situación, el presidente del partido, Pablo Rodríguez, convocó en diciembre de 2009 una reunión del Comité Político Federal, órgano que decidió la convocatoria de un Congreso Extraordinario para elegir nuevo Secretario General y definir la política que debía seguir el partido.

### División
- Izquierda Republicana (contemporánea), sector que decide participar a las elecciones dentro de Izquierda Unida.
- Alternativa Republicana, sector que decide participar a las elecciones fuera de Izquierda Unida. Alternativa Republicana (ALTER) es un partido político de España, de ideología republicana, creado a partir de la fusión de Acción Republicana Democrática Española (ARDE), antiguos militantes de Izquierda Republicana (IR), el Partit Republicà d'Esquerra (PRE-IR) y Unión Republicana (UR). En los últimos años se ha presentado en coalición con Partido Socialista Libre Federación (PSLF).

### Refundación de la Izquierda y reintegración en IU
En el hotel Bretón de Madrid, se eligió como secretario general a Joaquín Rodero Carretero, hasta entonces secretario regional de Izquierda Republicana de Castilla y León (IR-CyL), y tras aprobar una resolución en apoyo a Palestina y otra titulada “Impunidad y justicia sobre los crímenes del franquismo”, se plantearon cambios con respecto a Izquierda Unida. IR decidió permitir la libre adscripción a Izquierda Unida de toda la afiliación que lo desease (hasta esa fecha solo podían participar los afiliados anteriores a 2002), y la participación activa en el proyecto de Refundación de la Izquierda.
Un conflicto con el sector contrario a la integración en IU causó que Izquierda Republicana no pudiese presentarse como tal a las elecciones al Parlamento Europeo de 2009 como uno de los integrantes de La Izquierda, candidatura liderada por Izquierda Unida, aunque Joaquín Rodero figuró finalmente en el número siete de la lista como independiente y el partido pidió el voto para Izquierda Unida-La Izquierda pese a no formar parte nominal de la candidatura.
Izquierda Republicana celebró un Congreso Extraordinario en junio de 2010 donde se nombró a Francisco Javier Casado Arboniés como Secretario General y se reeligió a Pablo Rodríguez Cortés como Presidente Federal; asimismo se decidió su participación en el proyecto de Refundación de la Izquierda, impulsado por Izquierda Unida para aglutinar a las fuerzas políticas a la izquierda del PSOE. También apoyó la Huelga general en España de 2010. En las elecciones catalanas de 2010, Izquierda Republicana apoyó la candidatura de ICV-EUiA.
El 5 de febrero de 2011, Izquierda Republicana se reincorporó oficialmente a Izquierda Unida. El sector del partido contrario a la integración en IU se escindió y, tras perder una batalla judicial por las siglas de Izquierda Republicana, se integró en Alternativa Republicana (ALTER), un partido creado en 2013 para reactivar Acción Republicana Democrática Española (ARDE).
En febrero de 2015, Izquierda Republicana celebró su XIX Congreso Federal, en el que fue elegido Fran Pérez como Secretario General.

## Coaliciones y líderes en la actualidad
- Europa
  - Unidas Podemos Cambiar Europa
  - María Eugenia Rodríguez Palop
- Andalucía
  - Por Andalucía
  - Inmaculada Nieto
- Cataluña
  - En Comú Podem
  - Jéssica Albiach
- Comunidad de Madrid
  - Unidas Podemos
  - Carolina Alonso
- Comunidad Valenciana
  - Unides Podem
  - Héctor Illueca
- Galicia
  - Galicia En Común
  - Ledicia Piñeiro
- Castilla y León
  - Unidas Podemos
  - Pablo Fernández Santos
- País Vasco
  - Elkarrekin Podemos
  - Miren Gorrotxategi
- Canarias
  - Sí Podemos Canarias-Izquierda Unida Canaria
  - Mariela Rodríguez
- Castilla-La Mancha
  - Unidas Podemos-Equo
  - José García Molina
- Región de Murcia
  - Podemos-Equo-Izquierda Unida-Verdes de la Región de Murcia
  - José Luis Álvarez Castellanos
- Aragón
  - Podemos-Equo-Izquierda Unida de Aragón
  - Álvaro Sanz
- Islas Baleares
  - Unidas Podemos
  - Juan Pedro Yllanes
- Extremadura
  - Unidas por Extremadura
  - Irene de Miguel
- Principado de Asturias
  - Podemos Asturies-Izquierda Unida de Asturias-Izquierda Asturiana
  - Ramón Argüelles Cordero
- Comunidad Foral de Navarra
  - Podemos-Izquierda-Ezkerra
  - José Miguel Nuin
- Cantabria
  - Podemos-Izquierda Unida de Cantabria-Equo
  - Leticia Martínez
- La Rioja
  - Unidas Podemos-Equo
  - Diego Mendiola
- Melilla
  - Unidas Podemos
  - Gema Aguilar
- Ceuta
  - Unidas Podemos
  - Ramón Rodríguez Casaubón